# Laurence Boisson de Chazournes
Laurence Boisson de Chazournes ist eine französische Juristin und Professorin an der Universität Genf.

## Leben und Wirken

### Ausbildung und beruflicher Werdegang
Das Studium der Politikwissenschaften schloss Laurence Boisson de Chazournes im Juni 1979 an der Universität Lyon II ab. Im darauffolgenden Jahr erwarb sie dort ein Diplom in Soziologie und die Maîtrise en droit an der Universität Lyon III. Im Oktober 1980 wurde sie als Anwältin zugelassen. Zwischen 1983 und 1990 arbeitete sie als wissenschaftliche Mitarbeiterin an der Universität Genf. Nach einem Aufbaustudium im Jahr 1987 wurde sie 1991 am Hochschulinstitut für internationale Studien und Entwicklung in Genf mit einer Arbeit im Bereich des Völkerrechts zum Doktor der Rechte promoviert und wurde noch im selben Jahr Professeur habilité à diriger des recherches an der Université Panthéon-Assas in Paris.
Bereits ab 1990 war sie zudem als Beraterin zahlreicher Internationaler Organisationen und für die Schweizer Regierung tätig. Von 1992 bis 1995 hatte Boisson de Chazournes eine Stelle als Privatdozentin an der Universität Genf und am Hochschulinstitut für internationale Studien und Entwicklung inne. Dann wechselte sie als Beraterin zur Weltbank, wo sie sich mit Fragen des Völker- und Umweltrechts auseinandersetzte. 1999 erhielt sie schließlich einen Ruf an die Universität Genf auf eine Professur für Völkerrecht und das Recht Internationaler Organisationen. Neben der Forschungstätigkeit in diesem Bereich nahm sie Gastprofessuren an der Universität Paul Cézanne Aix-Marseille III und der Haager Akademie für Völkerrecht wahr. Boisson de Chazournes ist Mitherausgeberin zahlreicher Fachzeitschriften, darunter etwa das American Journal of International Law, und gehört dem wissenschaftlichen Beirat des European Journal of International Law an.

### Mitgliedschaften und Auszeichnungen
Laurence Boisson de Chazournes ist seit 2007 Mitglied des Ständigen Schiedshofs. Sie gehört sowohl der Amerikanischen Gesellschaft für Internationales Recht als auch der International Law Association an. Darüber hinaus ist sie Mitglied der Europäischen Gesellschaft für Internationales Recht, der sie seit 2012 als Präsidentin vorsteht.
2008 wurde Boisson de Chazournes mit dem Elisabeth Haub Prize for Environmental Law ausgezeichnet.

## Publikationen (Auswahl)
- Diplomatic and judicial means of dispute settlement. Nijhoff, Leiden 2013, ISBN 978-90-04-20997-8.
- Dispute Settlement Procedures and Fresh Water: Multiplicity and Diversity at Stake. In: Nerina Boschiero, Tullio Scovazzi, Cesare Pitea (Hrsg.): International Courts and the Development of International Law: Essays in Honour of Tullio Treves. T.M.C. Asser Press, Den Haag 2013, ISBN 9789067048941. S. 109–120.
- United in Joy and Sorrow: Some Considerations on Responsibility Issues under Partnerships among International Financial Institutions. In: Mauricio Ragazzi (Hrsg.): Responsibility of International Organizations – Essays in Memory of Sir Ian Brownlie. Oxford University Press, Oxford 2013. S. 211–224.